# Joaíma
Joaíma é um município brasileiro do estado de Minas Gerais. Sua população recenseada em 2022 era de 13 888 habitantes. 

## História
A região onde se encontra hoje a cidade de Joaíma era habitada por indígenas botocudos. Na época de Bonfim, Joaíma era um distrito criado em 1911 e subordinado ao município de Arassuaí (hoje Araçuaí) e mais tarde São Miguel Jequitinhonha (hoje Jequitinhonha). Em 27 de dezembro de 1943 é elevado à categoria de município com a denominação de Joaíma, sendo instalado em 1 de janeiro de 1949.

## Topônimo
Antes da lei de nº 336 de 27/12/1948, o município carregava o nome de Quartel de Água Branca ou Quartel. A cidade recebeu o nome de Joaíma em homenagem ao indígena Joahyma que era líder de uma comunidade indígena da região.